# Ballesteros
Ballesteros é um município da província de Córdova, na Argentina.